# 河村説人
河村 説人（かわむら ときと、1997年6月18日 - ）は、北海道勇払郡鵡川町（現：むかわ町）出身のプロ野球選手（投手）。右投右打。千葉ロッテマリーンズ所属。
愛称は「とっきー」。

## 経歴

### プロ入り前
むかわ町立鵡川中央小学校3年時に鵡川ジュニアファイターズで野球を始め、むかわ町立鵡川中学校を経て、白樺学園高校に進学。3年夏の第97回全国高等学校野球選手権大会にエースとして出場したが、初戦の下関商戦で敗退した。
高校卒業後は亜細亜大学に進学するも、環境を変えたいという理由で1年夏に中退した。また、右肩痛のため亜細亜大学時代は練習試合を含めて1試合も登板していない。その後北海道に戻り、翌年星槎道都大学に進学する。
硬式野球部に入部し、3年秋の札幌六大学リーグで3勝を挙げると、大学日本代表候補合宿の参加メンバーに選出される。この時、同じ北海道の大学リーグから選出された伊藤大海が合宿の同室だった。なお、伊藤も河村と同じく大学を1回中退して苫小牧駒澤大学に再入学した経歴を持つ。4年秋は、3勝1敗、防御率0.62の活躍でリーグ優勝に貢献し、最高殊勲選手賞を受賞した。明治神宮野球大会が新型コロナウイルス感染拡大の影響で中止されたため、明治神宮野球大会北海道地区代表決定戦の代わりとして、2020年10月12日に苫小牧とましんスタジアムで開かれた北海道大学王座決定戦では、伊藤と投げ合い7回3安打2失点と好投したが、試合は3-3の引き分けと決着は付かなかった。
2020年10月26日のドラフト会議で千葉ロッテマリーンズから4位指名を受け、11月24日に契約金4500万円、年俸800万円で契約合意した（金額は推定）。背番号は58。

### ロッテ時代
2021年は中継ぎとして開幕を一軍でスタートし、3月26日の福岡ソフトバンクホークス戦でプロ初登板を果たした。15試合で防御率6.00とリリーフでは結果を残せず5月22日に登録抹消となったが、二軍では先発調整となり7月7日に一軍再昇格。同日のソフトバンク戦にプロ初先発し、5回2安打1失点の好投でプロ初勝利を挙げた。翌日に日程の都合で登録抹消となり前半戦を終え、東京オリンピックの中断期間にロメロがチームに合流したこともあり、後半戦は一軍での先発機会に恵まれなかったが、9月12日の東北楽天ゴールデンイーグルス戦で2度目の先発登板。5回5安打1失点で2勝目を挙げると、10月6日の埼玉西武ライオンズ戦では6回2失点の好投で球団新人では2005年久保康友以来となる先発登板4連勝を記録。同29日の北海道日本ハムファイターズ戦ではプロ初黒星を喫するも、5回1失点と好投し、試合後に井口監督は河村のCSファイナルステージでの先発を示唆した。チームはファーストステージを1勝1分のストレートで突破し、ファイナルステージを2敗1分のストレートで敗退したためポストシーズンでの登板は無かったが、レギュラーシーズンでは20試合（5先発）の登板で4勝1敗・防御率3.46を記録した。オフに700万円増となる推定年俸1500万円で契約を更改した。
2022年、春季キャンプのメンバー発表時はA組に振り分けられたが、キャンプ初日を体調不良で欠席し、B組からのスタートとなった。開幕も二軍で迎えたが、徐々に調子を取り戻し、5月4日の西武戦でシーズン初登板初先発となり、5回4失点ながら勝利投手となった。その後は先発ローテーションを回り、試合を作っていたが、5月26日の広島東洋カープ戦の4回表にプロ初安打を記録するも、直後に交代を告げられ、3回2失点で降板。同29日に出場選手登録を抹消されて以降は二軍調整が続き、9月1日の二軍戦を最後に実戦登板から離れると、9月16日に「右尺骨神経前方移行術および右肘内側側副靭帯補強術」を受け、実戦復帰までに5〜6か月を要する見込みであることが同22日に球団から発表された。この年は一軍で4試合に先発し、2勝0敗・防御率3.32という成績であった。オフに現状維持となる推定年俸1500万円で契約を更改した。
2023年は一軍・二軍ともに公式戦登板が無く、10月3日に球団から戦力外通告を受けた。ただ、その後のフェニックス・リーグにはロッテの選手として参加し、実戦登板復帰を果たした。11月18日にロッテと育成選手契約を締結し、球団に残留することとなった。推定年俸は1150万円。
2024年、7月31日に再び支配下契約を締結し、背番号は58に戻った。

## 選手としての特徴
重心の高いオーバースローかつ192cmの長身から投げ下ろされる角度のあるボールが持ち味。
変化球はスライダー・カーブ・フォークの3球種。ストレートの最速はアマチュア時代に150km/h、プロ入り後も150km/hを計測している。
2025年の登板では、野球解説者の坂口智隆より、クイックモーションのタイムが基準を大きく超えている課題を指摘されている。

## 詳細情報

### 年度別投手成績
| 年 度     | 球 団     | 登 板 | 先 発 | 完 投 | 完 封 | 無 四 球 | 勝 利 | 敗 戦 | セ 丨 ブ | ホ 丨 ル ド | 勝 率 | 打 者 | 投 球 回 | 被 安 打 | 被 本 塁 打 | 与 四 球 | 敬 遠 | 与 死 球 | 奪 三 振 | 暴 投 | ボ 丨 ク | 失 点 | 自 責 点 | 防 御 率 | W H I P |
| --------- | --------- | ----- | ----- | ----- | ----- | -------- | ----- | ----- | -------- | ----------- | ----- | ----- | -------- | -------- | ----------- | -------- | ----- | -------- | -------- | ----- | -------- | ----- | -------- | -------- | ------- |
| 2021      | ロッテ    | 20    | 5     | 0     | 0     | 0        | 4     | 1     | 0        | 0           | .800  | 178   | 41.2     | 39       | 4           | 17       | 3     | 0        | 28       | 0     | 0        | 16    | 16       | 3.46     | 1.34    |
| 2022      | ロッテ    | 4     | 4     | 0     | 0     | 0        | 2     | 0     | 0        | 0           | 1.000 | 82    | 19.0     | 18       | 1           | 10       | 0     | 0        | 9        | 1     | 0        | 7     | 7        | 3.32     | 1.47    |
| 通算：2年 | 通算：2年 | 24    | 9     | 0     | 0     | 0        | 6     | 1     | 0        | 0           | .857  | 260   | 60.2     | 57       | 5           | 27       | 3     | 0        | 37       | 1     | 0        | 23    | 23       | 3.41     | 1.38    |

- 2024年度シーズン終了時

### 年度別守備成績
| 年 度 | 球 団  | 投手  | 投手  | 投手  | 投手  | 投手  | 投手     |
| 年 度 | 球 団  | 試 合 | 刺 殺 | 補 殺 | 失 策 | 併 殺 | 守 備 率 |
| ----- | ------ | ----- | ----- | ----- | ----- | ----- | -------- |
| 2021  | ロッテ | 20    | 4     | 5     | 0     | 0     | 1.000    |
| 2022  | ロッテ | 4     | 1     | 2     | 0     | 0     | 1.000    |
| 通算  | 通算   | 24    | 5     | 7     | 0     | 0     | 1.000    |

- 2024年度シーズン終了時

### 記録
初記録
投手記録
- 初登板：2021年3月26日、対福岡ソフトバンクホークス1回戦（福岡PayPayドーム）、7回裏に3番手で救援登板、1回1失点
- 初奪三振：2021年3月30日、対東北楽天ゴールデンイーグルス1回戦（ZOZOマリンスタジアム）、8回表に浅村栄斗から見逃し三振
- 初先発登板・初勝利・初先発勝利：2021年7月7日、対福岡ソフトバンクホークス13回戦（ZOZOマリンスタジアム）、5回1失点

打撃記録
- 初打席：2022年5月26日、対広島東洋カープ3回戦（MAZDA Zoom-Zoom スタジアム広島）、3回表に九里亜蓮から見逃し三振
- 初安打：同上、4回表に九里亜蓮から遊前安打

### 背番号
- 58（2021年 - 2023年、2024年7月31日 - ）
- 123（2024年 - 同年7月30日）

### 登場曲
- 『エマ』go!go!vanillas（2021年 - ）